# 미즈타촌 (오카야마현)
미즈타촌(水田村)은 오카야마현 조보군에 있던 촌이다. 현재의 마니와시의 일부에 해당한다.
1900년 3월 31일까지 아카군에 속했다.